# Hit'n'Hide
Hit'n'Hide er en dansk bubblegum dance-gruppe der blev dannet i 1997 af sangerinden Jeanne Christiansen og rapperen Morgan Jalsing.
De hittede bl.a. med den platin-sælgende single "Space Invaders" fra 1998, skrevet af Jens C. Ringdal og Sune M. Pedersen, der lå seks uger som nummer ét på den danske hitliste, og også hittede i Norge og Sverige. Singlen var med 15.000 eksemplarer den mest solgte i Danmark dét år. Debutalbummet fra samme år, On a Ride, solgte guld med 25.000 eksemplarer. Det var bl.a. var produceret af Johnny Jam & Delgado, der også stod bag dance-succeserne Aqua og Daze.
Jeanne Christiansen blev pga. graviditet erstattet af Christina Schack i juni 1999. På det selvbetitlede andet album fra 2000, nedtonede gruppen det farvestrålende og barnagtige image, og fik en hårdere trance-præget lyd. Albummet blev dog ingen succes.
Gruppen udgav i 2020 en remix af "Space Invaders" og optræder stadigvæk lejlighedsvis på mindre festivaller og mindre events

## Diskografi

### Album
- On a Ride (1998)
- Hit 'n' Hide (2000)

### Singler
| Titel                 | År   | Højeste pplacering | Højeste pplacering | Højeste pplacering | Højeste pplacering | Højeste pplacering | Album      |
| Titel                 | År   | DEN                | EUR                | NOR                | SWE                | UK                 | Album      |
| --------------------- | ---- | ------------------ | ------------------ | ------------------ | ------------------ | ------------------ | ---------- |
| "Sundance"            | 1997 | —                  | —                  | —                  | —                  | —                  | On a Ride  |
| "Partyman"            | 1997 | —                  | —                  | —                  | —                  | —                  | On a Ride  |
| "Space Invaders"      | 1998 | 1                  | 27                 | 4                  | 18                 | 189                | On a Ride  |
| "Book of Love"        | 1998 | —                  | —                  | —                  | —                  | —                  | On a Ride  |
| "World of Dreams"     | 1999 | —                  | —                  | —                  | —                  | —                  | On a Ride  |
| "Kingdom of Eternity" | 1999 | —                  | —                  | —                  | —                  | —                  | Hit'n'Hide |
| "Come Come Come"      | 2000 | —                  | —                  | —                  | —                  | —                  | Hit'n'Hide |